# Manfred Wagner (Fußballspieler)
Manfred Wagner (* 31. August 1938 in München; † 10. Februar 2015 ebenda) war ein deutscher Fußballspieler, der von 1958 bis 1971 für den TSV 1860 München spielte. Mit den Löwen gewann er den DFB-Pokal und die deutsche Fußballmeisterschaft. Mit insgesamt 364 Pflichtspieleinsätzen ist er Rekordspieler des TSV 1860.

## Laufbahn

### Vor der Bundesliga, bis 1963
Wagner wechselte 1953 von der Jugend des Sendlinger Vereins FC Neuhofen zum TSV 1860, wo er bis zu seinem Karriereende bleiben sollte. In der Spielzeit 1958/59 debütierte er am 5. Oktober 1958 beim Auswärtsspiel gegen den VfR Mannheim als Rechtsaußen in der Ligamannschaft von 1860 München in der Oberliga Süd. Das Spiel ging mit 1:4 Toren für die Löwen verloren und der 20-Jährige wurde von Trainer Hans Hipp insgesamt in zwölf Spielen eingesetzt. Ab der Runde 1959/60 gehörte er neben Johann Auernhammer, Alfred Heiß, Rudolf Kölbl und Alfons Stemmer dem erweiterten Kreis der Stammbesetzung an. Jetzt war er auf der rechten Verteidigerposition aktiv und die Blauen belegten 1960 den vierten Rang im Süden. Die letzten zwei Oberligarunden – ab 1961 übernahm Max Merkel das Traineramt bei 1860 München – hatten große Bedeutung für die Aufnahme in die ab 1963/64 startende eingleisige Fußball-Bundesliga. Mit dem Titelgewinn 1963 vor dem 1. FC Nürnberg und dem Lokalrivalen Bayern München zog 1860 in Endrunde um die deutsche Meisterschaft ein und wurde für die neue Fußball-Bundesliga nominiert. Das Schlussdreieck des Süddeutschen Meisters 1963 bildete überwiegend die Besetzung mit Petar Radenković im Tor und das Verteidigerpaar Wagner und Rudolf Steiner. In die letzte Runde der erstklassigen Oberliga startete der zuverlässige Verteidiger am fünften Spieltag, den 16. September 1962, bei einem 3:0-Heimerfolg gegen den FC Schweinfurt 05. Als die Oberligaära beendet wurde, am 28. April 1963 fand er 30. Spieltag statt, lief der Mann aus Sendlingen auch beim 2:0-Auswärtserfolg beim FC Bayern Hof auf. In der Endrunde um deutsche Fußballmeisterschaft kam Wagner in allen sechs Spielen gegen Borussia Dortmund, Borussia Neunkirchen und den Hamburger SV zum Einsatz. Er hatte es dabei mit Flügelstürmer wie Gert Dörfel, Gerhard Cyliax und Reinhold Wosab zu tun gehabt. Von 1958 bis 1963 kam Manfred Wagner auf 95 Einsätze mit vier Toren in der Oberliga Süd.

### Bundesliga, 1963 bis 1970
Wagner eröffnete mit den Weiß-Blauen am 24. August 1963 mit einem Heimspiel gegen Eintracht Braunschweig die neue Ära der Bundesliga. Vor 35.000 Zuschauern reichte es der Merkel-Elf lediglich zu einem 1:1-Remis. Er bestritt alle 30 Rundenspiele in der ersten Saison der Fußball-Bundesliga 1963/64, als 1860 München den siebten Tabellenplatz belegte und am 13. Juni 1964 in Stuttgart mit 2:0 Toren den DFB-Pokal gegen Eintracht Frankfurt gewann. Wagner hielt im Pokalfinale den Eintracht-Linksaußen Lothar Schämer in Schach. In der zweiten Bundesligasaison verbesserten sich die Sechzger auf den vierten Rang, trumpften aber im Wettbewerb des Europapokals der Pokalsieger noch besser auf. Nach drei dramatischen Spielen schalteten sie im Halbfinale den AC Turin aus und zogen in das Finale am 19. Mai 1965 in das Wembley-Stadion gegen West Ham United ein. Die Mannschaft von Manager Ron Greenwood setzte sich vor 97.974 Zuschauern mit 2:0 Toren durch. Wagner bekämpfte dabei den „Hammers“-Flügelstürmer John Sissons.
Im Jahr der Fußball-Weltmeisterschaft 1966 gelang Trainer Max Merkel mit seiner Mannschaft der Gewinn der deutschen Meisterschaft. Vor Borussia Dortmund und dem Lokalrivalen Bayern München gewann 1860 München den Titel. Wagner verteidigte dabei in 26 Spielen für die Blauen. Als Titelverteidiger kam 1860 hinter dem neuen Meister Eintracht Braunschweig 1967 auf den Vizerang – Max Merkel wurde am 10. Dezember 1966 entlassen – und schied im Europacup der Meister gegen Real Madrid – mit Verteidiger Wagner – aus. Danach war der sportliche Höhenflug der Sechzger beendet. Über die Plätze zwölf (1968) und zehn (1969) – Wagner bestritt 31 bzw. 33 Spiele – führte der Weg zum Abstieg in der Saison 1969/70. Mit Fritz Langner und Franz Binder versuchten zwei Trainer vergeblich, die Löwen in der Klasse zu halten. Wagner lief nochmals in 28 Bundesligaspielen für 1860 auf. Insgesamt absolvierte er von 1963 bis 1970 in der Bundesliga 187 Spiele und schoss dabei drei Tore. Am 3. Mai 1970 beendete er mit dem 0:0-Heimremis gegen Rot-Weiss Essen an der Seite der Mitspieler Radenkovic, Rudolf Zeiser, Klaus Fischer und Ferdinand Keller seine Bundesligakarriere.

### Ende der Laufbahn, 1971
Manfred Wagner ging mit 1860 in die Regionalliga Süd 1970/71. Mit Trainer Hans Tilkowski belegten die Sechzger den vierten Rang und der 32-jährige Wagner absolvierte 31 Spiele, zumeist als Libero. Mit dem Spiel am 19. Mai 1971 gegen den FC 08 Villingen im Stadion an der Grünwalder Straße beendete er seine Laufbahn. Er war später lange Zeit als Koordinator der Traditionsmannschaft des TSV 1860 tätig.
Er galt als einer der Treuesten, den die Löwen jemals hatten. Bereits als Jugendlicher für 1860 aktiv, gehörte er von 1958 bis 1971 zur ersten Mannschaft.
Im Januar 2015 erlitt Wagner beim Skilanglauf einen Herzinfarkt. Nach einer Herzoperation lag er im künstlichen Koma, bis er am 10. Februar verstarb.